# Nemzeti Bajnokság I 2020-21
La Nemzeti Bajnokság I 2020-21 fue la 119.ª temporada de la Primera División de Hungría. El nombre oficial de la liga es OTP Bank Liga por razones de patrocinio. La temporada comenzó el 14 de agosto de 2020 y finalizó el 9 de mayo de 2021. El club Ferencvaros de la ciudad de Budapest es el campeón defensor.

## Ascensos y descensos
Al término de la temporada 2019-20, fueron relegados el Debrecen y el Kaposvár, y ascendieron de la Nemzeti Bajnokság II el campeón MTK Budapest, que regresa tras solo un año de ausencia y el Budafok.
| Pos. | Descendidos de la Nemzeti Bajnokság I 2019-20 |
| ---- | --------------------------------------------- |
| 11.º | Debrecen                                      |
| 12.º | Kaposvár                                      |

| Pos. | Ascendidos de la Nemzeti Bajnokság II 2019-20 |
| ---- | --------------------------------------------- |
| 1.º  | MTK Budapest                                  |
| 2.º  | Budafok                                       |

## Sistema de competición
Los doce equipos participantes jugaran entre sí todos contra todos tres veces totalizando 33 partidos cada uno, al término de la jornada 33 el primer clasificado se coronara campeón y obtendrá un cupo para la Primera ronda de la Liga de Campeones 2021-22, el segundo y tercer clasificado obtendrán un cupo para la Primera ronda de la Liga de Conferencia Europa 2021-22 y los dos últimos clasificados descenderán a la Nemzeti Bajnokság II 2021-22.
Un tercer cupo para la Primera ronda de la Liga de Conferencia Europa 2021-22 será asignado al campeón de la Copa de Hungría 2021-22.

## Información de los equipos
| Club            | Ciudad                 | Estadio                    | Capacidad | Referencias |
| --------------- | ---------------------- | -------------------------- | --------- | ----------- |
| Budafok         | Budapest               | Promontor utcai Stadion    | 1.200     |             |
| Diósgyőri       | Miskolc                | Diósgyőri Stadion          | 15,325    | [ 1 ]       |
| Fehérvár        | Székesfehérvár         | MOL Aréna Sóstó            | 14,200    |             |
| Ferencvárosi    | Budapest (Ferencváros) | Groupama Aréna             | 22,000    | [ 2 ]       |
| Honvéd          | Budapest (Kispest)     | Bozsik Stadion             | 10,000    | [ 3 ]       |
| Kisvárda        | Kisvárda               | Várkerti Stadion           | 2,850     | [ 4 ]       |
| Mezőkövesdi     | Mezőkövesd             | Mezőkövesdi Városi Stadion | 4,183     | [ 5 ]       |
| MTK Budapest    | Budapest               | Estadio Nándor Hidegkuti   | 5.322     |             |
| Paksi           | Paks                   | Fehérvári úti Stadion      | 6,150     | [ 6 ]       |
| Puskás Akadémia | Felcsút                | Pancho Aréna               | 3,816     | [ 7 ]       |
| Újpest          | Budapest (Újpest)      | Szusza Ferenc Stadion      | 13,501    | [ 8 ]       |
| Zalaegerszegi   | Zalaegerszeg           | ZTE Aréna                  | 14,000    |             |

## Tabla de posiciones
| Pos. | Equipo          | Pts. | PJ | G  | E  | P  | GF | GC | Dif. | Clasificación y descenso 2021–22            |
| ---- | --------------- | ---- | -- | -- | -- | -- | -- | -- | ---- | ------------------------------------------- |
| 1    | Ferencváros (C) | 78   | 33 | 23 | 9  | 1  | 69 | 22 | +47  | Primera ronda de la Liga de Campeones       |
| 2    | Puskás Akadémia | 58   | 33 | 18 | 4  | 11 | 52 | 42 | +10  | Primera ronda de la Liga Europa Conferencia |
| 3    | Fehérvár        | 56   | 33 | 16 | 8  | 9  | 68 | 38 | +30  | Primera ronda de la Liga Europa Conferencia |
| 4    | Paks            | 50   | 33 | 14 | 8  | 11 | 76 | 64 | +12  |                                             |
| 5    | Kisvárda        | 46   | 33 | 12 | 10 | 11 | 30 | 36 | −6   |                                             |
| 6    | Újpest          | 42   | 33 | 12 | 6  | 15 | 46 | 67 | −21  | Primera ronda de la Liga Europa Conferencia |
| 7    | MTK Budapest    | 42   | 33 | 11 | 9  | 13 | 44 | 49 | −5   |                                             |
| 8    | Mezőkövesd      | 42   | 33 | 11 | 9  | 13 | 40 | 46 | −6   |                                             |
| 9    | Zalaegerszeg    | 37   | 33 | 10 | 7  | 16 | 58 | 58 | 0    |                                             |
| 10   | Honvéd          | 37   | 33 | 9  | 10 | 14 | 46 | 48 | −2   |                                             |
| 11   | Diósgyőr (D)    | 33   | 33 | 9  | 6  | 18 | 34 | 53 | −19  | Descenso a Nemzeti Bajnokság II 2021-22     |
| 12   | Budafok (D)     | 27   | 33 | 7  | 6  | 20 | 34 | 74 | −40  | Descenso a Nemzeti Bajnokság II 2021-22     |

Actualizado a los partidos jugados el 9 de mayo de 2021.
 Fuente: NB1 Soccerway
Notas:
1. ↑  Újpest obtuvo un cupo para la Primera ronda de la Liga Europa Conferencia de la UEFA 2021-22 tras ganar la Copa de Hungría 2020-21.

## Resultados
| Local \ Visitante | BUD | DIO | FEH | FER | HON | KIS | MEZ | MTK | PAK | PUS | UJP | ZAL |
| ----------------- | --- | --- | --- | --- | --- | --- | --- | --- | --- | --- | --- | --- |
| Budafok           | —   | 2–1 | 1–4 | 0–3 | 1–2 | 2–1 | 0–1 | 2–2 | 2–3 | 0–3 | 1–1 | 3–1 |
| Diósgyőr          | 1–1 | —   | 0–4 | 1–3 | 2–4 | 2–0 | 2–1 | 1–1 | 1–2 | 3–0 | 3–0 | 1–3 |
| Fehérvár          | 4–1 | 3–0 | —   | 1–1 | 1–2 | 3–0 | 0–0 | 1–2 | 1–1 | 3–1 | 5–1 | 2–0 |
| Ferencváros       | 2–1 | 0–1 | 2–0 | —   | 1–0 | 1–1 | 3–0 | 2–0 | 5–0 | 2–1 | 2–0 | 2–0 |
| Honvéd            | 2–3 | 5–1 | 2–2 | 0–1 | —   | 1–2 | 1–1 | 2–2 | 1–1 | 0–1 | 1–2 | 2–2 |
| Kisvárda          | 0–0 | 1–0 | 2–1 | 0–2 | 0–0 | —   | 0–0 | 0–2 | 3–1 | 0–3 | 1–1 | 2–1 |
| Mezőkövesd        | 1–0 | 2–1 | 1–2 | 2–2 | 2–1 | 1–2 | —   | 0–1 | 4–3 | 1–0 | 3–2 | 1–1 |
| MTK Budapest      | 1–2 | 1–0 | 3–1 | 1–1 | 3–1 | 1–1 | 0–0 | —   | 3–1 | 0–1 | 1–3 | 0–3 |
| Paks              | 4–1 | 2–1 | 1–0 | 1–3 | 0–0 | 3–0 | 1–2 | 4–0 | —   | 6–2 | 1–2 | 3–1 |
| Puskás Akadémia   | 3–0 | 2–0 | 1–0 | 1–1 | 1–0 | 0–0 | 1–0 | 0–3 | 3–2 | —   | 3–2 | 1–2 |
| Újpest            | 1–1 | 1–0 | 0–5 | 0–4 | 2–1 | 2–4 | 1–0 | 0–4 | 1–1 | 1–2 | —   | 3–2 |
| Zalaegerszeg      | 1–3 | 3–1 | 3–3 | 1–2 | 2–4 | 1–2 | 3–0 | 2–0 | 4–4 | 1–2 | 3–0 | —   |

| Local \ Visitante | BUD | DIO | FEH | FER | HON | KIS | MEZ | MTK | PAK | PUS | UJP | ZAL |
| ----------------- | --- | --- | --- | --- | --- | --- | --- | --- | --- | --- | --- | --- |
| Budafok           | —   | 1–2 | 1–2 | 0–4 | 0–1 | 2–0 | —   | —   | 2–9 | —   | —   | —   |
| Diósgyőr          | —   | —   | —   | —   | 0–0 | —   | 2–2 | 0–0 | 1–4 | 2–1 | 0–0 | —   |
| Fehérvár          | —   | 1–3 | —   | 1–2 | —   | —   | —   | —   | 2–2 | 1–1 | 4–0 | —   |
| Ferencváros       | —   | 1–0 | —   | —   | —   | —   | 2–1 | —   | 5–2 | 1–1 | 3–0 | —   |
| Honvéd            | —   | —   | 2–3 | 1–2 | —   | 0–1 | 2–2 | 3–2 | —   | —   | 2–2 | —   |
| Kisvárda          | —   | 0–1 | 0–0 | 0–0 | —   | —   | —   | —   | 5–1 | 0–1 | —   | —   |
| Mezőkövesd        | 2–1 | —   | 1–3 | —   | —   | —   | —   | 5–1 | —   | —   | —   | 2–0 |
| MTK Budapest      | 0–0 | —   | 1–3 | 2–2 | —   | 0–1 | —   | —   | —   | —   | —   | 3–0 |
| Paks              | —   | —   | —   | —   | 2–0 | —   | —   | 3–1 | —   | 4–2 | 1–3 | 1–1 |
| Puskás Akadémia   | —   | —   | —   | —   | 1–2 | 5–0 | 2–0 | 3–0 | 3–2 | —   | 2–1 | 1–4 |
| Újpest            | 2–0 | —   | —   | —   | —   | 3–0 | 3–0 | 1–3 | —   | —   | —   | 5–4 |
| Zalaegerszeg      | 5–0 | 2–0 | 0–2 | 2–2 | 0–1 | 0–0 | —   | —   | —   | —   | —   | —   |

## Goleadores
| Pos. | Jugador         | Club         | Goles |
| ---- | --------------- | ------------ | ----- |
| 1    | János Hahn      | Paks         | 22    |
| 2    | Nemanja Nikolić | Fehérvár     | 15    |
| 3    | Dániel Gazdag   | Honvéd       | 13    |
| 4    | Ivan Petryak    | Fehérvár     | 12    |
| 4    | Myrto Uzuni     | Ferencváros  | 12    |
| 6    | Dávid Kovács    | Budafok      | 11    |
| 6    | Tokmac Nguen    | Ferencváros  | 11    |
| 8    | Norbert Balogh  | Honvéd       | 10    |
| 8    | Giorgi Beridze  | Újpest       | 10    |
| 8    | István Bognár   | Paks         | 10    |
| 8    | Franck Boli     | Ferencváros  | 10    |
| 8    | Regő Szánthó    | Zalaegerszeg | 10    |